# Clan Fuwa
El clan Fuwa (不破氏 Fuwa-shi?) un clan japonés que originalmente vivió en la antigua provincia de Mino, aunque luego vivieron en la antigua provincia de Echizen y que se afirma es descendiente del clan Fujiwara.
El clan Fuwa original sirvió a los clanes Toki, luego al Saito, y finalmente al clan Maeda. No obstante, durante el periodo Sengoku se vieron obligados a servir al clan Oda.